# Гава-голиградская культура
Гавская (гава-голиградская) культура — археологическая культура в Карпатском регионе конца бронзового — начала железного века; восточный вариант культуры полей погребальных урн. Названа в честь трупоположенного могильника Гава в Венгрии и поселения Голиграды в Тернопольской области. На территории восточной Словакии, северо-восточной Венгрии, Закарпатской Украины, Мармароша и Поднестровья известно около 300 памятников этой культуры.
Основными занятиями населения являлись земледелие, скотоводство, гончарное ремесло, металлургия бронзы, добыча соли, торговля.
Жильё представлено полуземлянками и домами, рядом — хозяйственные ямы. Основные вещевые находки — лепная чернолощёная посуда различной формы, обильно украшенная геометрическим орнаментом в виде широких углублённых линий, также орудия и украшения из бронзы. Могильники грунтовые, практиковались трупоположение и захоронение праха в урнах. Захороненные предметы свидетельствуют о начальной дифференциации общества. 
Хронологические рамки дискуссионны: нижняя граница — от XIII до XI веков до н. э.; верхняя граница — от IX до середины VII в. до н. э. Этническая принадлежность населения — предположительно фрако-иллирийцы. Гавская культура типологически весьма близка к гальштаттской и иногда рассматривается как её фракийский вариант. Оказала влияние на формирование некоторых черт расположенной восточнее чернолесской культуры. На севере гавские племена граничили с носителями высоцкой культуры. 